# Cristina Radu
Cristina Radu este o soprană română care activează ca solistă la Opera din Brașov, desfășurând o bogată activitate concertistică atât în țară cât și peste hotare. Deopotrivă atrasă de scena teatrului liric cât și de genul cameral și vocal-simfonic, Cristina Radu explorează teritorii muzicale dintre cele mai diverse, de la spațiile sonore renascentiste până la imaginariile contemporane. Fascinația sa pentru cunoașterea și comunicarea prin muzică se manifestă în cânt dar și în incursiuni de cercetare teoretică. 

## Studii
Urmează din copilărie cursuri de vioară, pian și cântă în Corul de copii al Radiodifuziunii (condus de dirijorii Eugenia Văcărescu Necula și Voicu Popescu, pianista Camelia Chitibea), alături de care participă în numeroase recitaluri și concerte vocal-simfonice în țară și străinătate. Orizontul deschis de turneele artistice în Belgia, Franța, Italia, Elveția, Germania, Finlanda și SUA, activitățile muzicale și vizitarea marilor catedrale, galerii de artă, muzee, teatre și săli de concerte, au marcat universul copilăriei, orizontul imaginației și cunoașterii, dar și pasiunile sale artistice ulterioare.
A absolvit Universitatea Națională de Muzică din București (clasa de canto Maria Slătinaru-Nistor), perfecționându-se ulterior în Masterclass-uri cu personalități ale liricii precum Ileana Cotrubaș, Virginia Zeani, Vasile Moldoveanu, Denice Graves, Felicity Lott, Ionel Pantea, Giulio Zappa, Alberto Zedda.
In anul 2013 obtine titlul de doctor în Muzică cu teza „Cântărețul de operă și epoca sa. Secolul XX”, la Universitatea Națională de Muzică din București. Conducător de proiect: Prof.Univ.Dr. Grigore Constantinescu. 
Desemnată “Soprana anului 2009” (Gala Premiilor în Cultură, Arcuș 2010), Cristina Radu este laureată a concursurilor „Verviers International Singing Competition”, „Mihail Jora”, „Marțian Negrea”, „Joseph Schmidt”, „Festivalul Muzicii Maghiare” etc.
În perioada studiilor universitare îi sunt decernate bursa Yolanda Mărculescu de către Prof.Univ. Georgeta Stoleriu, în cadrul Universității Naționale de Muzică din București(2002) și Premiul fundației Frații bucovineni Sârghie, în cadrul Universității București (2003).

## Activitate artistică
Debutează în 2003 pe scena Operei Naționale din București în „Don Giovanni” de Mozart (Donna Elvira). Își dezvoltă personalitatea artistică în numeroase recitaluri precum și ca solistă a Operei din Brașov, unde abordează un repertoriu vast (Mozart, Bellini, Donizetti, Verdi, Bizet, Gounod, Offenbach, Leoncavallo, Puccini) și realizează turnee de spectacole în Germania, Austria, Italia, Elveția, Marea Britainie și Spania. Colaborează de asemenea cu Teatrul Liric din Cagliari (Italia), Operele Naționale din București, Constanța, Galați.
Interpretă pasionată de muzica de cameră, repertoriul de Lied și Oratoriu, susține concerte în SUA, Belgia, Bulgaria, Ukraina precum și în centre importante de cultură din Romania (Filarmonica „George Enescu” din București, Filarmonica din Târgu Mureș, Filarmonica „Mihail Jora” din Bacău etc.).
În decursul timpului colaborează cu dirijorii Christian Badea, Tiberiu Soare, Paul Staicu, Silvio Wyller, Alexandre Myrat, Vlad Conta, Traian Ichim, Daisuke Soga, violonceliștii Alexandru Moroșanu, Laura Buruiană, organiștii Steffen Schlandt, Hans Eckard Schlandt, Georges Athanasiades, Marcel Costea, Paul Cristian, Christine Chiriac, pianiștii Alexandru Petrovici, Tatiana Moroșanu, Luminița Berariu, Andreiana Roșca, Eugen Dumitrescu, Corina Răducanu și Remus Manoleanu, harpista Carolina Caia. De asemenea susține concerte alături de „Camerata Valahica”, cvartetul „Brassovia”, cvartetul “Gaudeamus” și Ansamblul cameral „Remember Enescu.”
Explorarea universului muzical contemporan este una din preocupările sale constante. În 2007, Cristina Radu a cântat în prima audiție mondială a operei spaniole “La Casa de Bernarda Alba” de Miguel Ortega. Semnează de asemenea prime audiții ale unor lucrări de muzică contemporană românească aparținând compozitorilor Diamandi Gheciu, Doru Popovici, Ana Giurgiu-Bondue, Cătălin Crețu și Adina Sibianu.
Activitatea sa cuprinde participări în emisiuni de radio și televiziune, înregistrări discografice si prime audiții de muzică contemporană.

## Extrase din presa națională și internațională
„Mozart, Giordano, Boito, Rachmaninov, Chausson, Obradors, Enescu, compozitori ce impun interpreților o tehnică vocală deosebită, inteligență și o cultură vastă pentru a realiza dificilul discurs muzical-dramaturgic, a fost repertoriul sopranei Cristina Radu, prezența diafană și sensibilă, ce a determinat publicul la binemeritatul „Bravo!” (Alexandra Mircea – „Serate muzicale”, Ararat nr.7 (268)/ 1-15 aprilie 2003)
„Soprana Cristina Radu ne-a convins că poate interpreta cu inteligență și atentă cunoastere și înțelegere stilistică atit opusuri clasice sau romantice, cît și lucrari moderne, glasul său frumos, condus cu expresivitate și siguranță, aducind un plus de frumusețe.” (Anca Florea – „Concursul Paul Constantinescu și ansamblul Profil”, Curentul – 8.04.2003)
„Soprana Cristina Radu și flautistul Cătălin Opritoiu, integrați într-un discurs orchestral pendulind între sonoritati tragice și luminoase de o superbă frumusete melodică, au reușit sa ne furnizeze momente de reala încîntare estetică.” (Vasile Donose – „Concertul orchestrei de cameră Philarmonia’’, Cronica romană 10.05.2003)
„Cristina Radu pare a fi o Donna Elvira ideală. Calitățile sale vocale o ajută din plin, iar inteligența o indrumă spre versatilitate în orice partitură pe care o interpretează. Succesul său ca soprană dramatică mozartiană nu face decît sa confirme un început strălucitor de carieră.” (Valentina Sandu-Dediu – „Tineri în profil. Compozitori și soprane”, Romania literară nr.25/ 25 iunie - 1 iulie 2003)
„O interpretare vocală și scenică demnă de nota bene! Am cunoscut o Norină pasională, am descoperit o Norină revoltată ce aduce replica la rang de sentință. Vocea a reflectat în mod pregnant, cu putere stările sale interioare.” (Gabriela Banu – „Comedia se realizeaza sub doua baghete regizorale”, Gazeta de Transilvania, Brasov 27-28 martie 2004)
„But it is over the characters of Clorinda in Cenerentola and Norina in Pasquale that the magician’s wand has passed, for both are played by Cristina Radu. When, in the near future, La Radu is being fought over by La Scala, the Met and Covent Garden, we happy few in Malvern will be able to say: Ah, but we saw and heard her first.” (Henry Ford – „La Radu – we saw her first”, Herefordshire 2 June 2004) - http://archive.thisisherefordshire.co.uk/2004/5/27/18489.html
„În rolul Leila, tânara soprană Cristina Radu s-a aflat la cea mai bună prestație a sa de pâna acum, demonstrând că se preocupă continuu de îmbunătățirea condiției tehnice, suport indispensabil punerii în valoare, afirmării depline a calităților vocale: timbru placut, cu înveliș prețios, cu eclat pe întreg ambitusul.” (Costin Popa – „Desenând cu brațele”, Melos - martie 2005)
„Pentru vocea sopranei Cristina Radu a sosit timpul unor zboruri mai ample. Apreciata solistă a Operei din Brașov are, ca prestanță și naturalețe a cîntului, disponibilitatea de a se confrunta cu importante roluri mozartiene, Fiordiligi, Donna Elvira spre care își îndreaptă atenția. Înconjurata de afecțiunea publicului, ascensiunea carierei sale își relevă valențele spre un succes neîndoielnic pentru care, cu voință și inteligență, se indreaptă.” (Grigore Constantinescu – „Adevarul”, 2 iulie 2005)
„Die Rolle seiner Gemahlin (Grafin Almaviva) sang Cristina Radu. Bei ihrem innig gesungenen Selbstmitleid am Beginn des zweiten Akts, die Cavatine ‘Porgi amor’, wusste sie mit wohlklingendem Sopran den Opernsaal zu fullen. Besonders schon waren das Brief-Duett ‘Che soave zefiretto’ im dritten Akt.” (Georg Kirschner – „Die Hochzeit des Figaro”, Waldkraiburger Nachricker 11.05.2006)
„Gut besetz war die Rolle der Donna Elvira, die Don Giovanni liebt und von ihm aufs Ubelste getauscht wird mit Cristina Radu. Sie gab der Figur ein wurdevolles Profil und eine klare Stimme.” (Gabriele Muller – „Don Giovanni in der Stadthalle”, Leonberger Kreiszeitung 13.05.2006)
„După această mică bijuterie bartokiana, pe scenă a intrat soprana Cristina Radu, acompaniată alternativ de pianiștii Corina Raducanu și Eugen Dumitrescu în interpretarea a „Sept Chansons de Clement Marot” op.15 (șapte lieduri pe versuri de Clement Marot) scrise de George Enescu. Încântătoare au fost căldura vocii și noblețea atitudinii scenice a Cristinei Radu, care împrumută din tradiția marilor soprane ale vechii generații. Solistă a Operei din Brașov, doamna Radu a abordat aceste 7 lieduri cu intimitatea adecvată genului și textului. Finețea portamentelor și vibrato-ul folosit cu atenție, dar fără artificialitate, au adăugat un plus conținutului emoțional al acestor lieduri. Cu dicția sa excelentă, doamna Radu a permis cunoscătorilor de limba franceză să cunoască frumusețea textului, iar pentru cunoscătorii de alte limbi străine, zambetele cântăreței au reușit să aducă lumină în povestea depănată de către „les chansons”. De apreciat a fost și capacitatea Cristinei Radu de a sugera forța fără a forța nimic. Prin inteligența cu care a utilizat atacurile, vibrato-ul și nuanțele, dumneaei a transmis energia muzicii mult mai eficient decât dacă ar fi făcut exces de aceste procedee, o capcană pe care, din păcate, destule cântărețe nu reușesc să o evite.” 
(Oliviu Constantinescu, Euphonia, Filarmonica din Pitești, nr.1, Anul I, septembrie 2010)
„Sehr erfreulich war auf die Vorstellung von Cristina Radu als Margarete. Äußerst agil und emotional spielte sie das unschuldig liebende Mädchen und die Betrogene bis hin zu Verzweiflung und Wahnsinn. Dabei gefiel auch ihre schöne Sopranstimme sehr gut, so zum Beispiel in ihrer differenzierten Interpretation der Arie am Spinnrad, den mit Leichtigkeit ausgeführten Koloraturen in der Juwelen-Szene und auch den bezauberenden Liebesduetten mit Faust. In der Schlussszene schließlich präsentierte sie sich mit kraftvoller Stimme nochmals als große Opernsängerin, die auch Verdi oder Puccini singen könnte. Alles in allem also ein gelungener, packender Opernabend, für den es zum Schluss viel Beifall gab.”(Packende Oper mit schönen Stimmen. Gounods „Faust” in gekürzter Fassung glänzt besonders durch die Gesangsleistung, 29.03.2011, Pirmasens, Germania)
„Bravo Cristina Radu, Micaela dai toni lirici e puliti”(Greca Piras, L'Unione Sarda, Caligari, Decembrie 2011, Italia)
„Cristina Radu, în rolul Violettei (debut), a demonstrat încă o dată, un talent ieșit din comun și o inteligență muzicală de excepție. A intrat în rolul dificil al Violettei, cu o asemenea intensitate, încât am uitat complet că ea era de fapt Cristina Radu, și nu Violetta. Trăirea ei a impresionat publicul până la lacrimi. De altfel, a fost răsplătită cu ovații, lumea aplaudând în picioare. Odată cu acest rol, avem din nou o confirmare despre faptul că nu poți fi un mare interpret, dacă nu ești și un  mare muzician, adică un om cu orizont, cu o deosebită cultură și  imaginație.” (Liliana Iacobescu, Actualitatea muzicală, mai 2012, București)
„Cristina Radu gab ein glanzvolles Debüt als Violetta Valéry. Ihre elegante Bühnenpräsenz und die bemerkenswerte schauspielerische Begabung wurden ergänzt von einer bis ins Detail durchdachten Evolution der Figur Violettas – von der Edelkurtisane im ersten Akt zur treuen Verliebten im zweiten und schließlich zur verlassenen, von Krankheit und Trostlosigkeit gequälten „Traviata“ (deutsch „die vom Wege Abgekommene“), die um Erlösung bittet und ihr Ende doch umgeben von ihren Liebsten findet. Cristina Radu zeigt sich nicht zum ersten Mal als große Sängerin und Schauspielerin tragischer Szenen – auch als Margarethe in Gounods „Faust“ gelang ihr vor eineinhalb Jahren eine elektrisierende Darbietung der zwischen „gerichtet“ und „gerettet“ kämpfenden Seele. Stimmlich war der Auftritt der Sopranistin wie immer von der ersten bis zur letzten Note wohlüberlegt und gefeilt, voller Energie und mit beeindruckendem technischem können. Sie verspricht, eine repräsentative Violetta Valéry zu werden – und arbeitet gewiss verstärkt auch im Sinne einheitlicher Stimmregister.”(Christine Chiriac, Ein Event an der Kronstädter Oper. Cristina Radu gab in „La Traviata“ souveränes Debüt, ADZ/ Allgemeine Deutsche Zeigtung, Kultur, 27 April 2012, România)